# 3928 Randa
3928 Randa је астероид главног астероидног појаса са средњом удаљеношћу од Сунца која износи 2,246 астрономских јединица (АЈ).
Апсолутна магнитуда астероида је 13,3.